# Araotes decolor
Araotes decolor är en fjärilsart som beskrevs av Hans Fruhstorfer 1899. Araotes decolor ingår i släktet Araotes och familjen juvelvingar. Inga underarter finns listade i Catalogue of Life.